# 縣道190號
縣道190號（進士－古結）為中華民國（臺灣）的一條縣道，西起宜蘭縣宜蘭市進士之宜14線與宜17線，東至宜蘭縣壯圍鄉古結之台7線，全長共計5.326公里（公路總局資料），2018年1月12日納編。

## 歷史沿革
台灣縣道體系的形成可追溯到1961年所進行的第一次公路普查，而縣道190號則在此時期開始採編。當時縣道190號的路線西起屏東縣屏東市的縣道185號（今台27線），東至屏東縣三地鄉（今三地門鄉）的縣道187號，全長共計18.370公里。
1971年，縣道190號終點延伸至屏東縣霧台鄉，原里程增加10.659公里至29.029公里。1973年，縣道190號終點自屏東縣霧台鄉伊拉社接續延伸，原里程增加10.368公里至39.370公里。1974年，縣道190號因改線而延長，原里程增加1.157公里。
1976年進行第二次公路普查時，縣道190號全線改編為台22線（今台24線），原宜1線（宜蘭縣頭城鎮二城至頭城之間路段）改編為縣道190號，名稱變更為「二城－頭城」，全長共計3.870公里。1983年進行第三次公路普查時，縣道190號之總長度變更為3.742公里。
1999年2月24日台灣省政府公告，縣道190號全線改編為台2庚線，縣道全線正式解編。
2018年1月12日交通部公告，宜蘭縣宜蘭市進士至壯圍鄉古結之間路段（即嵐峰路一段與縣民大道一、二段）納編為縣道190號，路線名稱為「進士－古結」，起點至中山路口路段與宜14線鄉道共線，全長共計5.326公里。本路線原欲編訂為台9丁線，並曾於其交叉路口之方向指示牌上標示，後續取消。
2019年10月，宜蘭縣政府交通處宣布，未來進士－員山路段進行「宜蘭B聯絡道員山延伸段道路闢建工程」與完工之後，縣道190號與台7線將互換線名與路線改編（壯圍鄉起經東港路、舊城北路、舊城西路、泰山路至員山鄉之路段改編縣道190號，縣民大道、嵐峰路一段、進士－員山之路段改編台7線）。

## 行經行政區域
全線均位於宜蘭縣境內。
| 鄉鎮 市區 | 地點       | 里程 （km） | 交會道路             | 備註                      |  |
| --------- | ---------- | ----------- | -------------------- | ------------------------- |  |
| 宜蘭市    | 進士       | 0.000       | 宜14線 · 宜17線      | 公路起點 與宜14線共線起點 |  |
| 宜蘭市    | 四鬮       | －          | 宜14線               | 與宜14線共線終點          |  |
| 宜蘭市    | 壯三       | －          | 宜14線               |                           |  |
| 宜蘭市    | 壯三       | －          | 宜19線               |                           |  |
| 宜蘭市    | 壯三       | 2.600       | 台9線                |                           |  |
| 宜蘭市    | 壯四       | －          | 宜11線               |                           |  |
| 壯圍鄉    | 美福       | －          | （地區道路）         |                           |  |
| 壯圍鄉    | 宜蘭交流道 | 3.600       | 國道五號 · 縣道191號 | 0                         |  |
| 宜蘭市    | 宜蘭交流道 | 3.600       | 國道五號 · 縣道191號 |                           |  |
| 壯圍鄉    | 壯圍市區   | －          | 宜9線                |                           |  |
| 壯圍鄉    | 古結       | 5.326       | 台7線                | 公路終點                  |  |
|           |            |             |                      |                           |  |

## 沿線路名
- 嵐峰路一段
- 縣民大道

## 沿線設施與景點
- 國立蘭陽女子高級中學
- 宜蘭交流道（ 國道五號）